# Nycteola fusculanoides
Nycteola fusculanoides är en fjärilsart som beskrevs av Claude Dufay 1961. Nycteola fusculanoides ingår i släktet Nycteola och familjen trågspinnare. Inga underarter finns listade i Catalogue of Life.